# 高森明勅
高森 明勅（たかもり あきのり、1957年 - ）は、日本の神道古典・祭祀研究者。國學院大學文学部を卒業後に、同大学院博士課程単位取得(専攻は神道古典・祭祀研究)。

## 概要
昭和32年(1957年)岡山県倉敷市出身。麗澤高等学校、昭和58年(1983)に國學院大學文学部を卒業。1989年、同大学院博士前期課程修了。同大学院博士後期課程単位取得満期退学。同大学日本文化研究所研究員を経て、同大学および麗澤大学講師。。学生時代には民族派の影山正治が設立した大東塾が経営する学生寮「大東会館」に在籍した。
自著に歴史的仮名遣を用いる。拓殖大学日本文化研究所客員教授を務める。その傍ら、小林よしのりが責任編集する季刊誌『わしズム』に『神さまの住所録』『古代「愛国者」列伝』を連載するなど評論活動も行なっている。新しい歴史教科書をつくる会副会長、「日本文化総合研究所」代表、國學院大学講師、麗澤大学外国語学部講師を務めた。2003年度から2008年時点で、防衛省統合幕僚学校「国家観・歴史観」部外講師に招かれた6人のうちの1人である。元々は長子優先論に批判的だったが、2006年9月の悠仁親王の誕生後も次期天皇について、「愛子天皇」にすべきとの立場を表明している。

## 主張・活動

### 女系天皇支持への転換
平成17年(2005年)6月に開催された皇室典範に関する有識者会議では「直系を優先し、兄弟間では男子を優先すべき」旨の提言を行っている。その理由として「女性天皇が即位した場合、女性は生理や妊娠・出産を伴うため、宮中祭祀を含む公務の遂行が困難になること」を挙げている。同年、同有識者会議が「男女にかかわりなく直系・長子を優先する」との最終報告を提出した際には、日本文化チャンネル桜の座談会で「有識者会議の結論には8割方賛成だが、長子優先論は全く問題外」だと断じていた。しかし、翌年に男系男子である悠仁親王(2006年9月6日)の生誕以降には、愛子内親王を支持する長子優先論、更にはその子女の天皇即位も支持する女系天皇支持者へと転じた。以降からは
皇位継承問題について、「側室制度（一夫多妻制）が廃止された状況下では皇統を維持できなくなる」と主張するようになった。男系女子天皇(女性天皇)賛成だけでなく、女系天皇にも賛成へと立場を取り、愛子内親王(2001年12月1日生誕)を天皇にするべきと唱え、悠仁親王(2006年9月6日生誕)が天皇に即位することに反対の立場となった。2013年以降には、天皇は男系が歴代だったことは認めるものの、「基本原則ではない」と主張している。
そして、前述の小林よしのりも、高森の影響から女性天皇支持(愛子様天皇論支持)と共に、女系天皇論支持派に立場を転じている。そのため、 2004年に男系天皇護持派の八木秀次教授から、女系容認など男系を皇位継承の基本原則と考えないことを批判されている。『皇位の正統性について』において、小堀桂一郎は女系天皇反対だが、男系女子を安全弁としてなら容認することを表明した。悠仁親王の生誕前で皇室に若い男系男子が居なかった時に書いた本であり、男系男子断絶危機当時は高森の論を「多重の安全装置が必要との主張」との部分については「厳しくも親切な警告」と述べていた。皇室における男系男子断絶危機であった2004年には、今までの天皇は男系であったが、「男系主義が皇位継承を貫く「基本原理」とまでいえるのかどうか。」と主張している。ただし、「女帝容認論」の理由として挙げられる、「男女平等や男女共同参画社会の推進といった、低次元のレベルで女帝を推進しよう」という傾きには、「やはり事柄の本質を見失っていると思わざる」と述べていた。

### 天皇の生前退位（譲位）
『週刊新潮』2013年6月20日号の「宮内庁が皇太子妃の長期療養問題を解決すべく、皇太子は即位後短期間で退位し、弟の秋篠宮文仁親王は即位を辞退し、その長男の悠仁親王が即位するよう安倍内閣に申し入れた」とする記事について「天皇を秩序の基軸とする日本社会の伝統的な在り方自体が、たったお1人の皇族のご意思によって決定的に左右される事態になる」「ご本人のご意思で退位や即位辞退が可能になると、無責任かつ悪質な週刊誌の記事などを鵜呑みにした人々が、ご本人に働きかけて天皇の退位や即位辞退を実現させようと、不敬不埒な署名活動やデモを活発に繰り広げないとも限らない」「自分たちが『支持』する皇族を何とか即位させようと、国民の間に激しい対立が生まれることもあり得る」「退位した天皇は歴史的には太上天皇（上皇）という地位を与えられて来たが、太上天皇にはどのようなご公務を考えているのか」と延べ、天皇のいわゆる「生前退位（譲位）」や「即位の辞退」には反対の立場をとった。しかし、2016年にNHKのいわゆる「生前退位」速報とその後の「象徴としての務めについてのお言葉」の発表直後の月刊誌『WiLL』の特集記事で述べられた「天皇・皇族の政治利用」「2人の天皇が併存する問題点」など、かつて自身も述べていた懸念について「無知、理解力の無さ、事実誤認、不遜、不敬の程度が、想像を絶して甚だし過ぎる」と反省意見を述べている。

### 選択的夫婦別姓制度導入賛成
「選択的夫婦別姓に反対する保守の人間が男系の縛りにこだわるのは、自己矛盾」と述べ、選択的夫婦別姓制度否定派を非難している。

### 江戸しぐさ批判
作家原田実による江戸しぐさ批判を肯定的評価している。ニコニコ生放送での自身の番組『高森ウィンドウズ』で「原田氏は江戸しぐさなるもののインチキさ加減を忌憚なく暴露している」「江戸しぐさではこぶし腰浮かせというが、途中で渡し船に乗ってくるというのはどういうことなんですかね? 電車やバスに乗ってくるんじゃないんですよ」「江戸っ子大虐殺なんかを道徳の教科書に載せていいの?」と述べた。

## 著書

### 単著
- 『天皇と民の大嘗祭』（展転社、1990年）
- 『歴史から見た日本文明―日本人の新しいセルフ・イメージを求めて』（展転社、1996年）
- 『この国の生いたち―あなたは「天皇」の起源を知っていますか?』（PHP研究所、1999年）
- 『はじめて読む「日本の神話」』（展転社、2000年）
- 『天皇から読みとく日本―古代と現代をつなぐ』（扶桑社、2002年7月、ISBN 4594036201）
- 『謎とき「日本」誕生』（ちくま新書、2002年11月、ISBN 4480059741）
- 『日本の可能性─神話と歴史が語る「飛躍と持続」』（モラロジー研究所、2007年12月、ISBN 978-4896391459）
- 『日本の10大天皇』（幻冬舎新書、2010年5月、ISBN 4480059741）
- 『歴史で読み解く女性天皇』（ベスト新書、2012年5月、ISBN 978-4584123812）
- 『皇室論-伊勢神宮式年遷宮に寄せて』（青林堂、2013年9月、ISBN 479260477X）
- 『天皇「生前退位」の真実』（幻冬舎新書、2016年11月、ISBN 4344984412）
- 『「女性天皇」の成立』（幻冬舎新書、2021年9月、ISBN 4344986334）

### 共編著
- 『皇室の伝統精神と即位礼・大嘗祭』（加瀬英明・所功と、廣池学園出版部、1990年）- 講演冊子
- 『歴史と文化が日本をただす』（呉善花・八木秀次と共著、モラロジー研究所、2003年12月、ISBN 4896390822）
- 『日本人なら知っておきたい靖國問題』（編著、青林堂、2007年6月、ISBN 4792604028）

### 監修
- 『歴代天皇事典』（PHP文庫、2006年10月、ISBN 456966704X）
  - 『歴代天皇がよくわかる本』（PHP研究所、2011年7月）
- 『歴代天皇125代』（英和出版社、2014年7月）

## 論文
- 国立情報学研究所収録論文 国立情報学研究所

## 主な出演番組
- 報道ワイド日本（日本文化チャンネル桜） - 木曜日
- 朝まで生テレビ!（テレビ朝日）
- スーパーモーニング（2006年9月6日、テレビ朝日） ※皇統問題を巡って八木秀次と論争。